# Henry Allan Fagan
Henry Allan Fagan, född 1889 i Tulbagh i dåvarande Kapkolonin, död 1963 i Kapstaden, republiken Sydafrika, var en sydafrikansk jurist av brittisk börd, som innehade flera av de tyngsta uppdragen inom Sydafrikas rättsväsende under mitten av 1900-talet.
Fagan studerade juridik i Storbritannien där han 1914 tog en LL.B.-examen. 1919 blev professor i romersk-holländsk rätt vid Universitetet i Stellenbosch, men lämnade denna post 1920 och övergick till att vara verksam som advokat i Kapstaden. 1932 blev han tillförordnad domare i Kimberley High Court i Kimberley.
1938-1939 innehöll han kortvarigt posten som minister i infödingsfrågor i James Hertzogs kabinett. Fagan, som 1943 utsågs till domare i Kapprovinsen och 1950 domare i överrätten, utsågs 1946 att leda den så kallade Fagankommissionen av premiärminister Jan Smuts, och blev därmed öppet knuten till det relativt liberala, moderata United Party, som han öppet sympatiserade med. Hans uppdrag mynnade ut i en rapport presenterad inför valet 1948, som förespråkade ökad ekonomisk och social integration mellan landets olika befolkningsgrupper och friare införsel av svart arbetskraft till de av de vita dominerade städerna, vilket förde honom på kollisionskurs med oppositionspartiet Nationalistpartiet (NP) och afrikaanerna. NP vann valet, och Fagans hätske fiende, tidningsredaktören och psykologen Hendrik Verwoerd fick hans gamla post som infödingsminister och genomdrev tillsammans med premiärminister Malan en brutal och i detalj reglerad rassegregationspolitik, apartheid.
Fagan blev, överraskande givet NP:s då totalt dominerande maktställning, erbjuden rollen till Sydafrikas chefsdomare (Chief Justice) vid högsta domstolen i Bloemfontein 1957 av justitieminister Charles Robberts Swart. Han accepterade endast efter påtryckningar då hans kolleger menade att regeringen annars skulle utse en mindre kvalificerad, mer politiserad jurist. Hos de liberala kretsarna, som under flera år hållit tillbaka flera av regeringens mer omstörtande förslag, sågs utnämningen som en skenmanöver för att undvika den mer liberale Oliver Schreiner, som annars i normal ordning setts som kvalificerad. Fagans farhågor kom att realiseras efter pensionsavgången 1959, då den politiskt kontroversiella frågan om de färgades rösträtt och rättsväsendets oberoende ställning nått en kulmen och färgade sydafrikaner överfördes till en separat vallängd med egna ledamöter. 
1961 blev han partiledare för det kortlivade partiet National Union, som syftade locka afrikaanerväljare som var missnöjda med Strijdoms och Verwoerds alltmer extrema politik, som lett landet till ett lågskaligt inbördeskrig med den svart oppositionen och på kollisionskurs med kolonialmakten Storbritannien. Samma år var han oppositionens samlade kandidat till den nyinrättade presidentposten, som infördes efter folkomröstningen om införandet av republik. Han förlorade dock mot Swart med röstsiffrorna 71-139, där Fagan hade stöd av United Party och dess ledare De Villiers Graaff. I valet samma år fick NU endast ett mandat, medan Fagan blev utan. Henry Fagan avled 1963. 